# Lucien-René Duchesne
Pour les articles homonymes, voir Duchesne.
Lucien-René Duchesne, né le 9 mars 1908 à Paris XVe et mort le 11 octobre 1984 au Chesnay (Yvelines), est un homme politique français qui fut le maire de la ville de La Celle-Saint-Cloud (Yvelines) de 1959 à 1981.

## Biographie

### Seconde Guerre mondiale
Mobilisé en septembre 1939, il est fait prisonnier de guerre par les Allemands à Saint-Valery-en-Caux le 12 juin 1940 (dossier militaire). 
Il est ensuite déporté dans un camp allemand, le Stalag V-A, situé au sud de Ludwigsbourg (Allemagne) sous le matricule 1575 pendant la Seconde Guerre mondiale (1939-1945).
Il enseigne alors à l'« université » du stalag V-A (à Offenbourg), fondée au printemps 1943, avec l'accord du Ministère, par Jean Soûlas, certifié d'histoire (source : Les Facs sous Vichy : étudiants, universitaires et universités de France pendant la Seconde Guerre mondiale, textes rassemblés et présentés par André Gueslin, actes du colloque des universités de Clermont-Ferrand et de Strasbourg, novembre 1983, éditeur Publications de l'institut d'études du Massif Central - Faculté des lettres et sciences humaines de l'université Blaise-Pascal (Clermont-II), fascicule VI de la collection "Prestige").

### Vie politique
Maire
En 1945, il est élu conseiller municipal de La Celle-Saint-Cloud. Il est maire-adjoint en 1947 puis premier maire adjoint en 1957. Élu maire de La Celle-Saint-Cloud (Yvelines) en 1959, il le reste jusqu'en mars 1981, date à laquelle il cède son poste à Jean-Louis Gasquet, après 25 ans de mandat. Il est maire honoraire de La Celle-Saint-Cloud jusqu'à sa mort, en 1984.  
Travaux et modernisation
L'ancienne mairie située dans le quartier du Bourg, près de la vieille église Saint-Pierre-Saint-Paul, devenue trop petite et peu pratique, il fait construire en 1971 le nouvel hôtel de ville situé Avenue Charles de Gaulle pour accueillir l'ensemble des services municipaux, ainsi que des salons d'expositions (au dernier étage) et un théâtre avec une grande scène afin d'y produire associations culturelles et sportives de la ville, artistes locaux, nationaux et internationaux.   
Conseiller général
Parallèlement, il est élu en 1964 conseiller général de Seine-et-Oise, puis en 1967 conseiller général des Yvelines (canton de La Celle-Saint-Cloud), poste qu'il occupe également jusqu'à sa mort en 1984 (d'abord sous étiquette DVD puis pour le RPR de Jacques Chirac).

Jumelage avec Beckum (Allemagne)
Au début des années 1980, Lucien-René Duchesne organise conjointement le jumelage de la ville avec la ville allemande de Beckum située en Westphalie (RFA). 
Une cérémonie est organisée en novembre 1983 au théâtre de la ville de la Celle Saint-Cloud en présence du nouveau maire, Jean-Louis Gasquet, de Laurent-René Duchesne, devenu maire honoraire, et du maire de Beckum, Bernd Schnell. Le public est composé à la fois du conseil municipal, des élèves des différentes écoles de la ville, des habitants et d’une délégation allemande de la ville de Beckum. 
Lors de la cérémonie de signature de la charte du jumelage par les maires français et allemands, les deux villes sont représentées symboliquement par les petits-enfants de Lucien-René Duchesne, qui portent ensemble la charte du jumelage pour la signature. Un enfant est habillé aux couleurs de la ville de Beckum (rouge et blanc), tandis que l’autre enfant porte les couleurs de la ville de la Celle Saint-Cloud (jaune et bleu). 
Chaque année depuis 1983 un échange scolaire est organisé ainsi que la visite d’une délégation allemande venant participer aux fêtes de la ville célébrées à la fin du mois de juin. 

### Autres fonctions
Lucien-René Duchesne est nommé en 1969 président de l'Office public interdépartemental des HLM de l'Essonne (91), Val-d'Oise (95) et Yvelines (78) (OPIEVOY), poste qu'il occupe jusqu'à sa mort en 1984.

### Vie professionnelle
Lucien-René Duchesne avait aussi une activité professionnelle à la Chambre de commerce internationale (CCI), dont il était le directeur des services administratifs et budgétaires.

### Vie familiale
Lucien René Duchesne est le fils de Onésime Duchesne (1882-1964) et Florine Lenormand (1879-1950) (source: Heredis).
Il a épousé Andrée Bouyé le 9 septembre 1930 à Paris, d’où 2 enfants : 
- Christiane (1936), ancien maire adjoint de la Celle Saint-Cloud (78170)
- Mireille (1946) (épouse Quénec’hdu, parent de Yves Quénec’hdu, auteur du timbre réalisé pour le Centenaire de l’école supérieure d’électricité, Supélec, 1995 - 3 enfants)

### Obsèques
Plusieurs centaines de personnes étaient présentes aux obsèques de Lucien-René Duchesne le 15 octobre 1984 (source : Toutes les nouvelles de Versailles). Toute une ville et un département en deuil ont rendu un dernier hommage au maire et conseiller général des Yvelines.
Étaient présentes les personnalités suivantes : le préfet des Yvelines Charles-Jean Gosselin, le maire de Vigny Yves de Kerveguen, le député des Yvelines Marc Lauriol, le président du conseil général des Yvelines Paul-Louis Tenaillon et le maire de La Celle-Saint-Cloud, Jean-Louis Gasquet, ont pris la parole.
Ont aussi assisté à la cérémonie : Édouard Bonnefous, sénateur des Yvelines, ancien ministre, chancelier de l'Institut de France ; Robert Wagner, député-maire de Vélizy-Villacoublay ; Robert Brame, maire de Noisy-le-Roi et vice-président du conseil général ; Maurice Cointe, maire du Chesnay et conseiller général ; Jacques Leclerc, maire de Rocquencourt (Yvelines) ; Jean Béranger, sénateur des Yvelines et maire de Marly-le-Roi ; André Damien, maire de Versailles et conseiller général ; Pierre Lequiller, maire de Louveciennes.

## Distinctions
- Chevalier de la Légion d'honneur (décret du 23 décembre 1960)
- Officier de la Légion d'honneur (décret du 29 décembre 1976)
- Officier de l'ordre national du Mérite
- Chevalier de l'ordre des Palmes académiques
- Médaille de la jeunesse, des sports et de l'engagement associatif, bronze
- Médaille d'honneur du travail, argent

## Mémorial
Après sa mort ont été rebaptisés pour lui rendre hommage :
- l'avenue Lucien-René-Duchesne (La Celle-Saint-Cloud)
- le lycée des Métiers de l’automobile Lucien-René Duchesne (49 avenue Maurice-de-Hirsch, 78170 La Celle-Saint-Cloud)
- le stade Lucien-René-Duchesne (La Celle-Saint-Cloud)

## Œuvres
En qualité de directeur administratif de la Chambre de commerce internationale (CCI) :
- Manuel de l'organisateur de congrès, volume 2 de Science des Congrès Internationaux, volume 167 de Union des associations internationales, éditeur Union des associations internationales (UAI), 1961, 98 pages.